# Superligaen 2024-2025
La Superligaen 2024-2025, chiamata ufficialmente 3F Superliga per motivi di sponsorizzazione, è stata la 111ª edizione della massima serie del campionato di calcio danese, la 35ª sotto il nome di Superligaen, che si è disputata tra il 19 luglio 2024 ed il 25 maggio 2025. La squadra campione in carica era il Midtjylland.
La competizione è stata vinta dal Copenaghen, che ha vinto il suo sedicesimo titolo nazionale.

## Stagione

### Novità
Al termine della stagione precedente sono state retrocesse in 1. Division le ultime due classificate del gruppo retrocessione, Odense e Hvidovre, con la prima che viene retrocessa nella serie cadetta dopo ben 24 stagioni dall'ultima volta. Al loro posto, dalla 1.Division vengono promosse SønderjyskE, vincitore del campione che torna nella massima serie dopo due anni di assenza, e Aalborg, promossa dopo un solo anno di serie cadetta.

### Formula
Le 12 squadre partecipanti giocano un girone all'italiana con gare di andata e ritorno, per un totale di 22 giornate. Al termine di esse, le prime sei classificate giocano un play-off, un girone con gare di andata e ritorno per ulteriori 10 giornate. La prima classificata del play-off è campione di Danimarca e ottiene la qualificazione per la UEFA Champions League 2025-2026, mentre la seconda si qualifica per la UEFA Conference League 2025-2026; la terza classificata gioca inoltre uno spareggio con la prima classificata del girone play-out per un altro posto in Conference League. La squadra vincitrice della coppa nazionale ottiene di diritto la qualificazione per la UEFA Europa League 2025-2026.
Le ultime sei della stagione regolare giocano un girone di play-out, con gare di andata e ritorno, per ulteriori 10 giornate. La prima classificata gioca lo spareggio per le coppe europee, mentre le ultime due retrocedono in 1. Division.

## Squadre partecipanti
| Club         | Stagione | Città          | Stadio                   | Stagione precedente               |
| ------------ | -------- | -------------- | ------------------------ | --------------------------------- |
| Aalborg      | dettagli | Aalborg        | Aalborg Stadion          | 2º posto in 1. Division, promosso |
| Aarhus       | dettagli | Aarhus         | Atletion                 | 5º posto in Superligaen           |
| Brøndby      | dettagli | Brøndby        | Stadion Brøndby          | 2º posto in Superligaen           |
| Copenaghen   | dettagli | Copenaghen     | Parken Stadium           | 3º posto in Superligaen           |
| Lyngby       | dettagli | Lyngby-Taarbæk | Stadion Lyngby           | 10º posto in Superligaen          |
| Midtjylland  | dettagli | Herning        | MCH Arena                | 1º posto in Superligaen           |
| Nordsjælland | dettagli | Farum          | Right to Dream Park      | 4º posto in Superligaen           |
| Randers      | dettagli | Randers        | Cepheus Park Randers     | 7º posto in Superligaen           |
| Silkeborg    | dettagli | Silkeborg      | JYSK Park                | 6º posto in Superligaen           |
| SønderjyskE  | dettagli | Haderslev      | Haderslev Fodboldstadion | 1º posto in 1. Division, promosso |
| Vejle        | dettagli | Vejle          | Vejle Stadion            | 9º posto in Superligaen           |
| Viborg       | dettagli | Viborg         | Viborg Stadion           | 8º posto in Superligaen           |

### Allenatori e primatisti
| Squadra      | Allenatore          | Calciatore più presente | Cannoniere                                                  |
| ------------ | ------------------- | ----------------------- | ----------------------------------------------------------- |
| Aalborg      | Menno van Dam       | 13 giocatori (3)        | Mathias Jørgensen, Malthe Højholt (1)                       |
| Aarhus       | Uwe Rösler          | 13 giocatori (3)        | Tobias Bech (3)                                             |
| Brøndby      | Jesper Sørensen     | 11 giocatori (3)        | Clement Bischoff, Mathias Kvistgaarden, Emmanuel Yeboah (2) |
| Copenaghen   | Jacob Neestrup      | 11 giocatori (3)        | Mohamed Elyounoussi, Orri Óskarsson (2)                     |
| Lyngby       | Morten Karlsen      | 14 giocatori (3)        | Frederik Gytkjær (1)                                        |
| Midtjylland  | Thomas Thomasberg   | 11 giocatori (3)        | Adam Buksa, Oliver Sørensen (2)                             |
| Nordsjælland | Jens Fønsskov Olsen | 13 giocatori (3)        | Conrad Harder (2)                                           |
| Randers      | Rasmus Bertelsen    | 14 giocatori (3)        | 7 giocatori (1)                                             |
| Silkeborg    | Kent Nielsen        | 12 giocatori (3)        | 5 giocatori (1)                                             |
| SønderjyskE  | Thomas Nørgaard     | 11 giocatori (3)        | Tobias Sommer (1)                                           |
| Vejle        | Ivan Prelec         | 12 giocatori (3)        | German Onugcha (2)                                          |
| Viborg       | Jakob Poulsen       | 13 giocatori (3)        | Jeppe Grønning, Jakob Vester (2)                            |

## Prima fase

### Classifica
|  | Pos. | Squadra      | Pt | G  | V  | N | P  | GF | GS | DR  |
|  | ---- | ------------ | -- | -- | -- | - | -- | -- | -- | --- |
|  | 1.   | Midtjylland  | 45 | 22 | 13 | 3 | 5  | 42 | 27 | +15 |
|  | 2.   | Copenaghen   | 41 | 22 | 11 | 8 | 3  | 38 | 24 | +14 |
|  | 3.   | Aarhus       | 36 | 22 | 9  | 9 | 4  | 42 | 23 | +19 |
|  | 4.   | Randers      | 35 | 22 | 9  | 8 | 5  | 39 | 28 | +11 |
|  | 5.   | Nordsjælland | 35 | 22 | 10 | 5 | 7  | 39 | 36 | +3  |
|  | 6.   | Brøndby      | 33 | 22 | 8  | 9 | 5  | 42 | 32 | +10 |
|  | 7.   | Silkeborg    | 33 | 22 | 8  | 9 | 5  | 38 | 29 | +9  |
|  | 8.   | Viborg       | 28 | 22 | 7  | 7 | 8  | 38 | 39 | -1  |
|  | 9.   | Aalborg      | 21 | 22 | 5  | 6 | 11 | 23 | 41 | -18 |
|  | 10.  | Lyngby       | 18 | 22 | 3  | 9 | 10 | 15 | 26 | -11 |
|  | 11.  | SønderjyskE  | 17 | 22 | 4  | 5 | 13 | 26 | 51 | -25 |
|  | 12.  | Vejle        | 13 | 22 | 3  | 4 | 15 | 24 | 50 | -26 |

Legenda:
      Ammesse ai Play-off
      Ammesse ai Play-out
Regolamento:
Tre punti per la vittoria, uno per il pareggio, zero per la sconfitta.

## Seconda fase

### Play-off Championship

#### Classifica finale
|                      | Pos. | Squadra      | Pt | G  | V  | N  | P  | GF | GS | DR  |
| -------------------- | ---- | ------------ | -- | -- | -- | -- | -- | -- | -- | --- |
| Danimarca (bandiera) | 1.   | Copenaghen   | 63 | 32 | 18 | 9  | 5  | 60 | 33 | +27 |
|                      | 2.   | Midtjylland  | 62 | 32 | 19 | 5  | 8  | 64 | 42 | +22 |
|                      | 3.   | Brøndby      | 51 | 32 | 13 | 12 | 7  | 58 | 46 | +12 |
|                      | 4.   | Randers      | 48 | 32 | 13 | 9  | 10 | 57 | 50 | +7  |
|                      | 5.   | Nordsjælland | 46 | 32 | 13 | 7  | 12 | 53 | 56 | -3  |
|                      | 6.   | Aarhus       | 40 | 32 | 10 | 10 | 12 | 53 | 46 | +7  |

Legenda:
      Campione di Danimarca e ammessa alla UEFA Champions League 2025-2026
      Ammessa alla  UEFA Europa League 2025-2026
      Ammessa alla UEFA Conference League 2025-2026.
 Ammessa allo spareggio qualificazione della UEFA Conference League 2025-2026
Regolamento:
Tre punti per la vittoria, uno per il pareggio, zero per la sconfitta.

### Classifica finale
|  | Pos. | Squadra     | Pt | G  | V  | N  | P  | GF | GS | DR  |
|  | ---- | ----------- | -- | -- | -- | -- | -- | -- | -- | --- |
|  | 7.   | Silkeborg   | 49 | 32 | 13 | 10 | 9  | 56 | 41 | +15 |
|  | 8.   | Viborg      | 47 | 32 | 12 | 11 | 9  | 57 | 50 | +7  |
|  | 9.   | SønderjyskE | 37 | 32 | 10 | 7  | 15 | 47 | 64 | -17 |
|  | 10.  | Vejle       | 28 | 32 | 7  | 7  | 18 | 37 | 64 | -27 |
|  | 11.  | Lyngby      | 27 | 32 | 5  | 12 | 15 | 26 | 43 | -17 |
|  | 12.  | Aalborg     | 24 | 32 | 5  | 9  | 18 | 34 | 67 | -33 |

Legenda:
 Ammessa allo spareggio qualificazione della UEFA Conference League 2025-2026
      Retrocessa in 1.Division 2025-2026
Regolamento:
Tre punti per la vittoria, uno per il pareggio, zero per la sconfitta.

## Spareggio Conference League
|         | Risultati |           | Luogo e data          |
| ------- | --------- | --------- | --------------------- |
| Randers | 1 - 3     | Silkeborg | Aarhus, 1 giugno 2025 |
|         |           |           |                       |

## Statistiche

### Squadre

#### Capoliste solitarie
|    | —— | —— | —— | —— | —— | —— | —— | —— | ——  | ——  | ——  | ——  | ——  | ——  | ——  | ——  | ——  | ——  | ——  | ——  | ——  | ——  | ——  | ——  | ——  | ——  | ——  | ——  | ——  | ——  | ——  | —— |  |
|    |    |    |    |    |    |    |    |    |     |     |     |     |     |     |     |     |     |     |     |     |     |     |     |     |     |     |     |     |     |     |     |    |  |
|    |    |    |    |    |    |    |    |    |     |     |     |     |     |     |     |     |     |     |     |     |     |     |     |     |     |     |     |     |     |     |     |    |  |
|    |    |    |    |    |    |    |    |    |     |     |     |     |     |     |     |     |     |     |     |     |     |     |     |     |     |     |     |     |     |     |     |    |  |
| 1ª | 2ª | 3ª | 4ª | 5ª | 6ª | 7ª | 8ª | 9ª | 10ª | 11ª | 12ª | 13ª | 14ª | 15ª | 16ª | 17ª | 18ª | 19ª | 20ª | 21ª | 22ª | 23ª | 24ª | 25ª | 26ª | 27ª | 28ª | 29ª | 30ª | 31ª | 32ª |    |  |

#### Primati
- Maggior numero di vittorie: 5 squadre (2)
- Minor numero di vittorie: Lyngby, SønderjyskE, Vejle, Viborg (0)
- Maggior numero di pareggi: Midtjylland (2)
- Minor numero di pareggi: Aalborg, Sikleborg, Vejle (0)
- Maggior numero di sconfitte: Vejle (3)
- Minor numero di sconfitte: 5 squadre (0)
- Miglior attacco: Aarhus, Brøndby e Randers (7 gol fatti)
- Peggior attacco: Lyngby e SønderjyskE (1 gol fatto)
- Miglior difesa: Nordsjælland (2 gol subiti)
- Peggior difesa: Viborg (9 gol subiti)
- Miglior differenza reti: Nordsjaelland (+4)
- Peggior differenza reti: SønderjyskE (-5)

### Individuali

#### Classifica marcatori
Aggiornata al 5 agosto 2024.
| Gol |  |  | Giocatore            | Squadra      |
| --- |  |  | -------------------- | ------------ |
| 3   |  |  | Tobias Bech          | Aarhus       |
| 2   |  |  | Mathias Kvistgaarden | Brøndby      |
| 2   |  |  | Mohamed Elyounoussi  | Copenaghen   |
| 2   |  |  | Oliver Sørensen      | Midtjylland  |
| 2   |  |  | Conrad Harder        | Nordsjælland |
| 2   |  |  | Patrick Mortensen    | Aarhus       |
| 2   |  |  | Mads Emil Madsen     | Aarhus       |
| 2   |  |  | Jakob Vester         | Viborg       |
| 2   |  |  | Jeppe Grønning       | Viborg       |
| 2   |  |  | Clement Bischoff     | Brøndby      |
| 2   |  |  | Emmanuel Yeboah      | Brøndby      |
| 2   |  |  | Orri Óskarsson       | Copenaghen   |
| 2   |  |  | German Onugcha       | Vejle        |
| 2   |  |  | Adam Buksa           | Midtjylland  |